# Військово-морські сили Папської держави

Військово-морський прапор Папської держави до 19 століття

Військовий флот Папської держави (італ. Marina Pontificia , «флот Папи»; лат. Classis Pontificiae) були військово-морськими силами Папської держави. У різних формах вони періодично з'являлися приблизно від битви при Остії (849 р.) у період від понтифікату Льва IV до сходження Папи Римського Лева XIII у 1878 році.

## Історія
Спочатку захищені візантійським військово-морським флотом, Папські держави виявили потребу у власній військово-морської сили після нальоту мусульман на Рим у 843 р. та пограбування ними римських базилік, не захищених міськими стінами у 846 році. Під керівництвом Цезаря, принца Неаполя, неаполітанські, амальфітанські, геатанські кораблі, а також кораблі Папи відбили напад піратів на Остію в 849 році.
Пізніше Папські держави надавали субсидії різним флотам під час хрестових походів і оснащували деякі власні ескадри, які брали участь разом з Венецією та іншими у бойових діях проти Османської імперії після падіння Константинополя. З найманими та залученими кораблями з Тоскани та Мальти одна ескадра Святого престолу брала участь у битві за Лепанто. Кораблі Папської держави часто допомагали Венеційській Республіці у її війнах з Османською імперією.
Кораблі Папської держави були захищені міжнародним договором 1819 р., але військово-морський флот лише повільно оговтувався від захоплення його кораблів під час Наполеонівських воєн. Один був захоплений мусульманськими піратами у 1826 році, але після демонстрації сили двома фрегатами та шлюпом з П'ємонту під командуванням капітана Арноусом, Бей Триполі звільнив корабель з компенсацією в розмірі 10 600 франків.
До 1823 р. Військово-морський флот складався з 12-ти гарматної шхуни Сан-П'єтро, кутера, фелуки та пінаса. Ще дванадцять патрульних катерів, озброєних мортирами, виконували обов'язки берегової охорони у двох ескадронах, восім у Адріатичному морі та чотири у Тірренському. Підполковник Алессандро Сіальді керував експедицією до Єгипту, а потім привів три британських пароплави до Рима для навігації по Тибру. Четвертий пароплав, Roma брав участь під час заворушень 1848 року, протистояючи австрійській облозі Анкони .
У 1856 р. Окремі флотилії: власне військово-морська (Marina da Guerra), фінансова (митна) (Marina di Finanza) і тібрська ВМС (Marina del Tevere) були об'єднані в Папський флот (Marina Pontificia).